# Lošany
Lošany település Csehországban, a Kolíni járásban. Lošany Křečhoř, Radovesnice I, Libodřice, Polní Voděrady, Dolní Chvatliny, Kořenice és Kbel településekkel határos. Lakosainak száma 315 fő (2024. január 1.).

## Népesség
A település lakosságának változását az alábbi diagram mutatja:
| Lakosok száma | 547  | 587  | 623  | 376  | 325  | 277  | 318  | 320  | 307  | 315  |
|               | 1869 | 1890 | 1921 | 1950 | 1980 | 2001 | 2017 | 2019 | 2022 | 2024 |